# گراترسدورف
گراترسدورف (به آلمانی: Grattersdorf) یک شهر در آلمان است که در دگندورف واقع شده‌است.

## خصوصیات
گراترسدورف ۲۵٫۹۸ کیلومترمربع مساحت دارد ۴۷۶ متر بالاتر از سطح دریا واقع شده‌است.